# 克爾灣
克爾灣（英語：Kerr Inlet），是南極洲的海灣，位於維多利亞地的希拉里海岸，處於克爾角西面的巴恩灣北部，寬2公里，現時由南極條約體系管理。

## 外部連結
. . United States Geological Survey.   [2013-04-29].
80°4′S 160°15′E / 80.067°S 160.250°E